# Zhubu
Zhubu (chinesisch 逐卜乡, Pinyin Zhúbǔ xiāng) ist eine Gemeinde im Südwesten der Volksrepublik China. Sie gehört zum Verwaltungsgebiet des Kreises Longzhou, der seinerseits der bezirksfreien Stadt Chongzuo im Autonomen Gebiet Guangxi der Zhuang unterstellt ist. Die Gemeinde Zhubu verwaltet ein Territorium von 221,56 Quadratkilometern mit einer Gesamtbevölkerung von 19.000 Personen im Jahre 2015. Die Bevölkerungszählung des Jahres 2000 hatte eine Gesamtbevölkerung von 17.179 Personen in 4237 Haushalten ergeben, davon 8892 Männer und 8287 Frauen. Die Bevölkerung besteht vor allem aus Zhuang.
Zhubu liegt im Nordosten des Kreises Longzhou. Im Osten grenzt es an die Gemeinde Zhenxing des Kreises Daxin, im Westen an Wude und Jinlong, im Süden an Xiangshui und Shangjin und im Norden an Baoxu. Im Norden und Osten grenzt es an die Staatsfarm Yaonong, im Süden an die Großgemeinde Xiadong und im Norden an die Gemeinde Wude. Das Relief ist bergig und fällt von Westen nach Osten ab. Die wichtigsten Berge Shuikous sind der Basong Shan und der Centan Shan. Zhubu verfügt über 5300 Hektar Ackerland und ein mildes subtropisches Klima mit genügend Niederschlag und Sonnenstunden bei einer Jahresdurchschnittstemperatur von etwa 21 °C. In Zhubu werden vor allem Zuckerrohr, Nassreis, Mais und Obst wie Jackfrucht  angebaut. Die wichtigsten Industriebetriebe Shuikous sind in der Nahrungsmittelherstellung tätig. Durch seine Lage an de Fernstraßen Shanglong-Leiping und Zhubu-Baoxu sowie durch seine Bildungs- und medizinische Infrastruktur hat Zhubu eine regionale Bedeutung. Auf dem Gemeindegebiet von Zhubu befindet sich das staatliche Naturschutzgebiet Xinonggang (西弄岗国家级自然保护区).
Zhubu gehörte vor der Errichtung der Volksrepublik zum Kreis Shangjin, im Jahre 1933 wurde die Gemeinde Zhubu eingerichtet. Im Jahre 1950 wurde Zhubu zum zweiten Bezirk von Shangjin erklärt, im Jahre 1951 zum sechsten Bezirk von Longzhou. Im Jahre 1958 wurde es mit Jinlong und Zongpai zur Volkskommune Yuanzi vereinigt, danach mehrmals umorganisiert, ab 1962 wurde es von Jinlong verwaltet und im Jahre 1965 wurde die Volkskomme Zhubu gegründet. Im Jahre 1984 wurde die Gemeinde Zhubu wiederhergestellt. Zhubu ist per 2018 auf Dorfebene in elf Dörfer untergliedert: Paizong (牌宗村), Sancha (三叉村), Guanghe (广合村), Zongde (崇德村), Jinge (锦阁村), Zhubu (逐卜村), Banyao (板要村), Weiguo (卫国村), Yuyang (峪阳村), Lixin (立信村), Nonggang (弄岗村). Diese fassen 121 dörfliche Siedlungen zusammen.